# データゼネラルAOS/VS II
データゼネラルAOS/VS II は、データゼネラル社の 32ビット MV/Eclipse コンピュータ用のオペレーティングシステムである。 

## 概観
AOS/VS II オペレーティングシステムは 1988 年にリリースされ、当初は単に AOS/VS オペレーティングシステムの rev 8.00 であった。しかし、オリジナルの AOS や AOS/VS ファイルシステムとは互換性のない新しいファイルシステムが導入され、アクセス制御リスト (ACL) グループのような新機能も含まれていた。一部の顧客は新しいファイルシステムへのアップグレードや新しいハードウェアへの投資を望まなかったため、データゼネラルは、AOS/VS の「不朽の」リビジョンのバグ修正サポートを継続することに合意した。AOS/VS Classic として口語で知られるようになった AOS/VS は、リビジョン番号が1.00にロールバックされた状態で新たな開発が AOS/VS II として進められることになった。 
VS-Classic (rev. 7.7x) と VS-II (rev. 3.2x) は、2000年問題を解決するために更新されたが、この時点でどちらも陳腐化していた。 
AOS/VS II の一部であった他の新機能の中には、完全な TCP/IP スタック、NFS のサポート、リング 1 を使用したカーネルアドレス空間の拡張、論理ディスクレベルのユーザデータキャッシュが含まれていた。/VS (Classic) にはファイルシステムのメタデータキャッシュがあったが、ユーザデータキャッシュはなかった。 